# Bruce Babbitt
Bruce Edward Babbitt (ur. 27 czerwca 1938 w Flagstaff) – amerykański polityk.
Służył jako Sekretarz Departamentu Zasobów Wewnętrznych Stanów Zjednoczonych przez 8 lat, od 1993 do 2001, w gabinecie Billa Clintona.
Był też w latach 1978-1987 16. gubernatorem Arizony.